# Donacoscaptes placidellus
Donacoscaptes placidellus là một loài bướm đêm trong họ Crambidae.